# Alexandr Borisovič Kapusťanskij
Alexandr Borisovič Kapusťanskij (1906–?) byl ruský fotograf a fotoreportér agentury RIA Novosti.

## Životopis
Alexandr Borisovič Kapusťanskij působil jako fotograf Velké vlastenecké války.

## RIA Novosti
Pracoval pro ruskou informační agenturu RIA Novosti, což byla státní zpravodajská agentura pro mezinárodní informace se sídlem v Moskvě. Historie agentury sahá do 24. června 1941, kdy dva dny po napadení Sovětského Svazu byla založena Sovětská informační kancelář (Советское Информационное Бюро; Совинформбюро). Byla založena usnesením vlády Sovětského svazu a ÚV KSSS. Jejím hlavním úkolem bylo přinášet informace o zahraničních vojenských událostech a o událostech v domácím životě. V jisté době byl vydáván bulletin v papírové podobě a vysílán v rádiu (od 14. října 1941 do 3. března 1942). Hlavním úkolem bylo sestavovat zprávy o situaci na frontové válečné linii, situaci na domácí frontě a v partyzánském hnutí. Dne 9. prosince 2013 podepsal ruský prezident Vladimir Putin dekret o zrušení této agentury a rozhlasové stanice Hlas Ruska a jejich sloučení do nově vzniklé agentury Rusko dnes (Rossija segodňa).

## Galerie

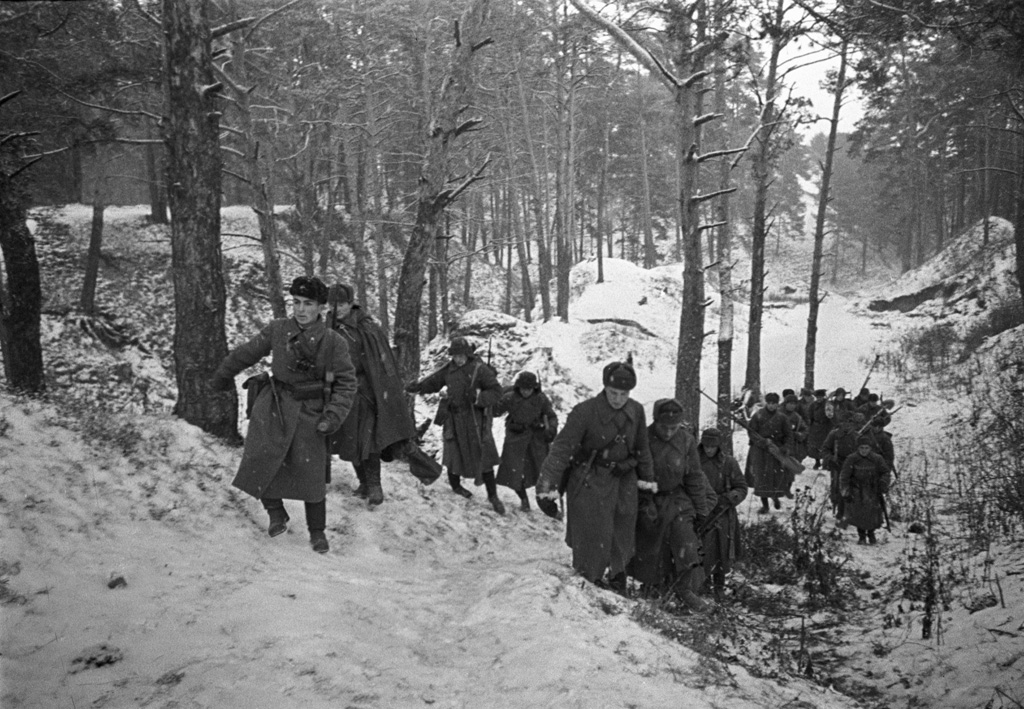
„Průbojné jednotky se přesunují na místo.“ Průbojné jednotky se přesunují na palebnou pozici v oblasti Zvenigorodu. Rusko, Zvenigorod, Moskevská oblast, 1. listopadu 1941.
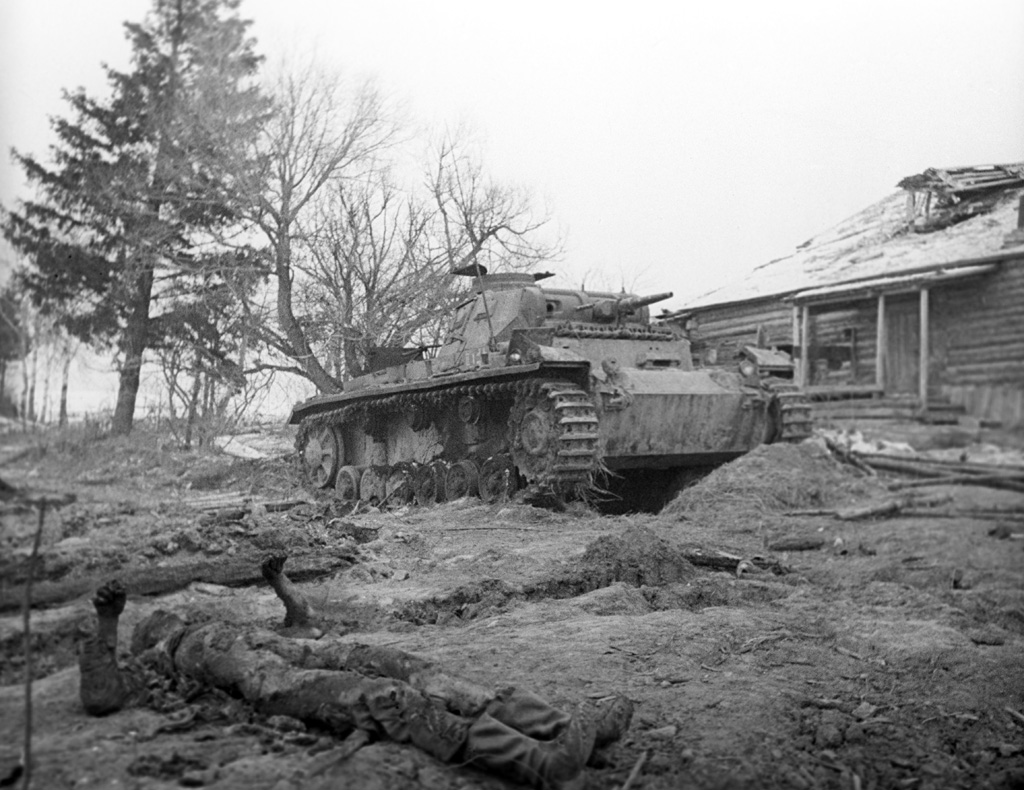
„Poražená nacistická tanková jednotka poblíž vesnice Skirmanovo.“ Obrana Moskvy. Druhá světová válka (východní fronta) 1941-1945. Rusko, Moskevská oblast, 1941.
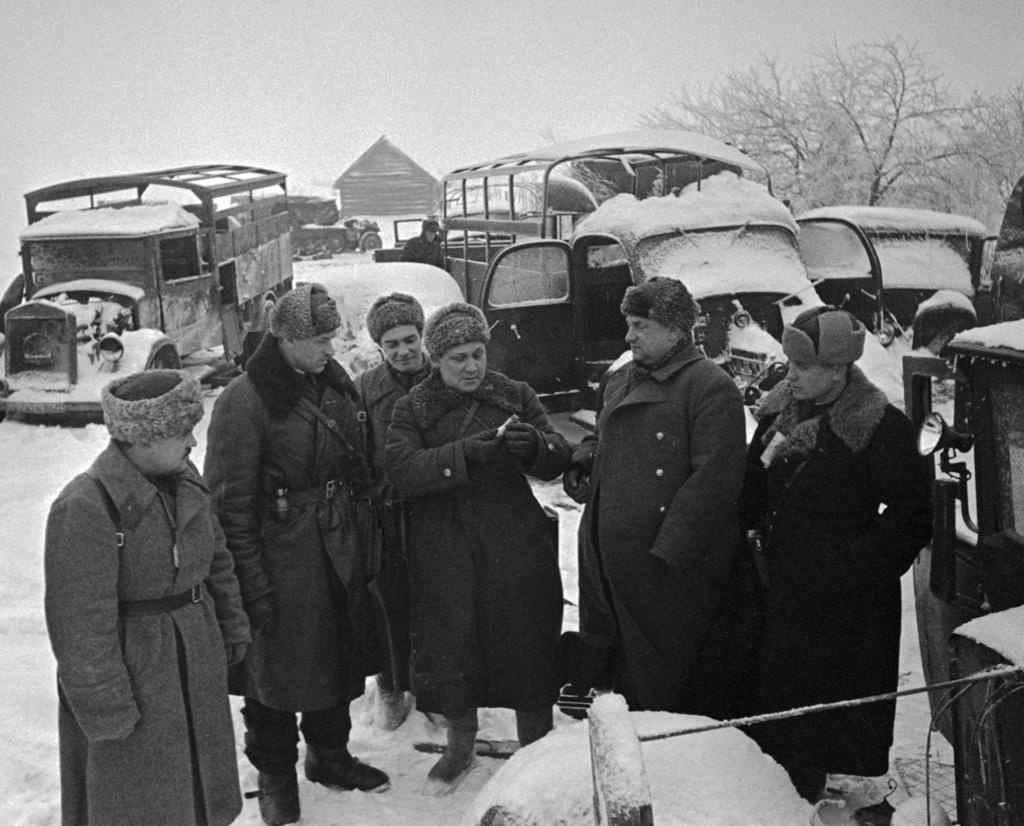
"Inspekce trofejí". Velitel 16. armády generálporučík K. K. Rokossovskij (druhý zleva), člen vojenské rady A. A. Lobačev a spisovatel Stavskij zkoumají nepřátelské vybavení zajaté sovětskými jednotkami. Rusko, 10. prosince 1941.
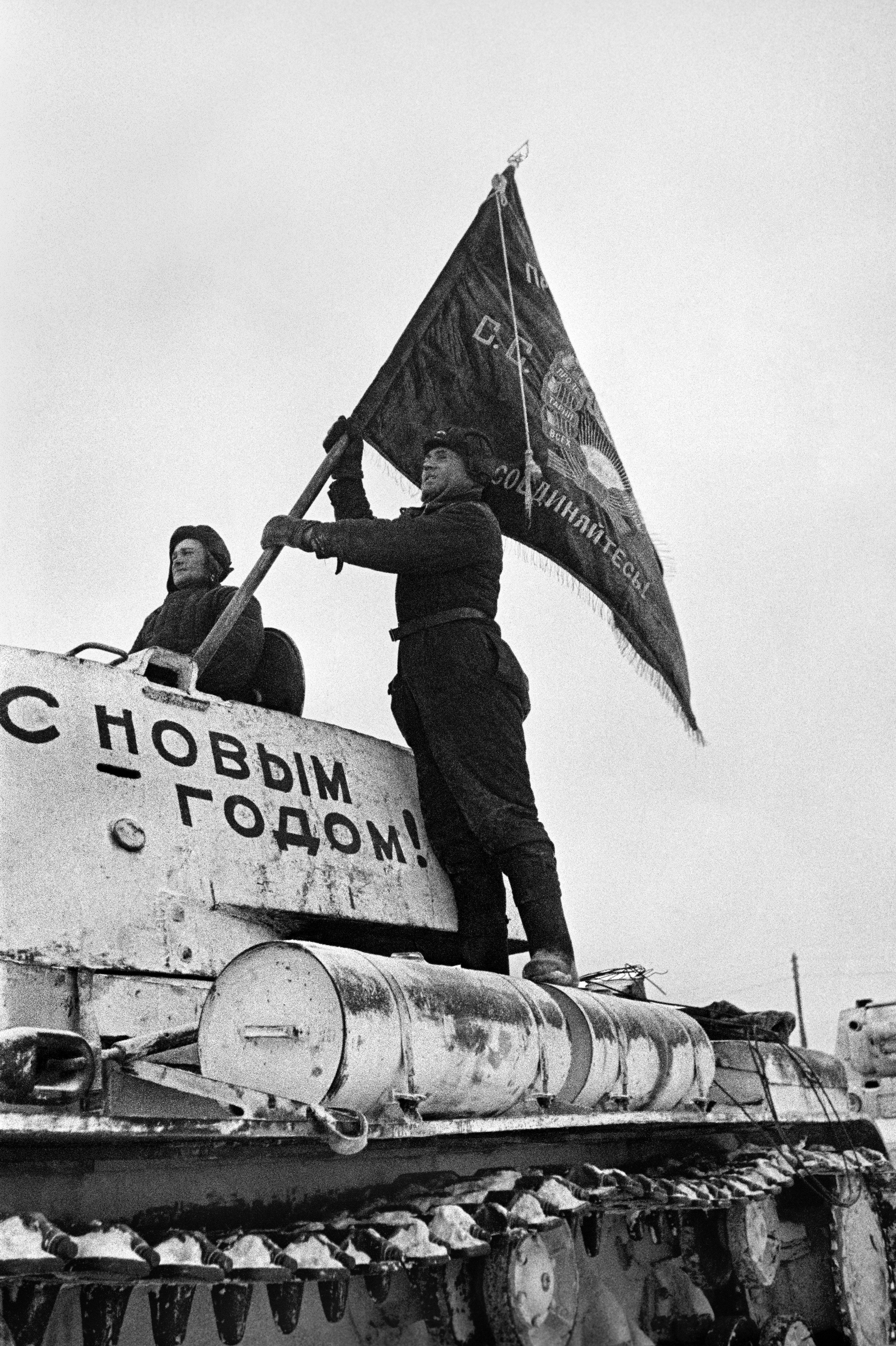
Tankista vyzdvihuje vlajku na tank a připravuje se na příchod na frontu obrany Moskvy. Nápis na tanku je v překladu "Šťastný nový rok", 31. prosince 1941.
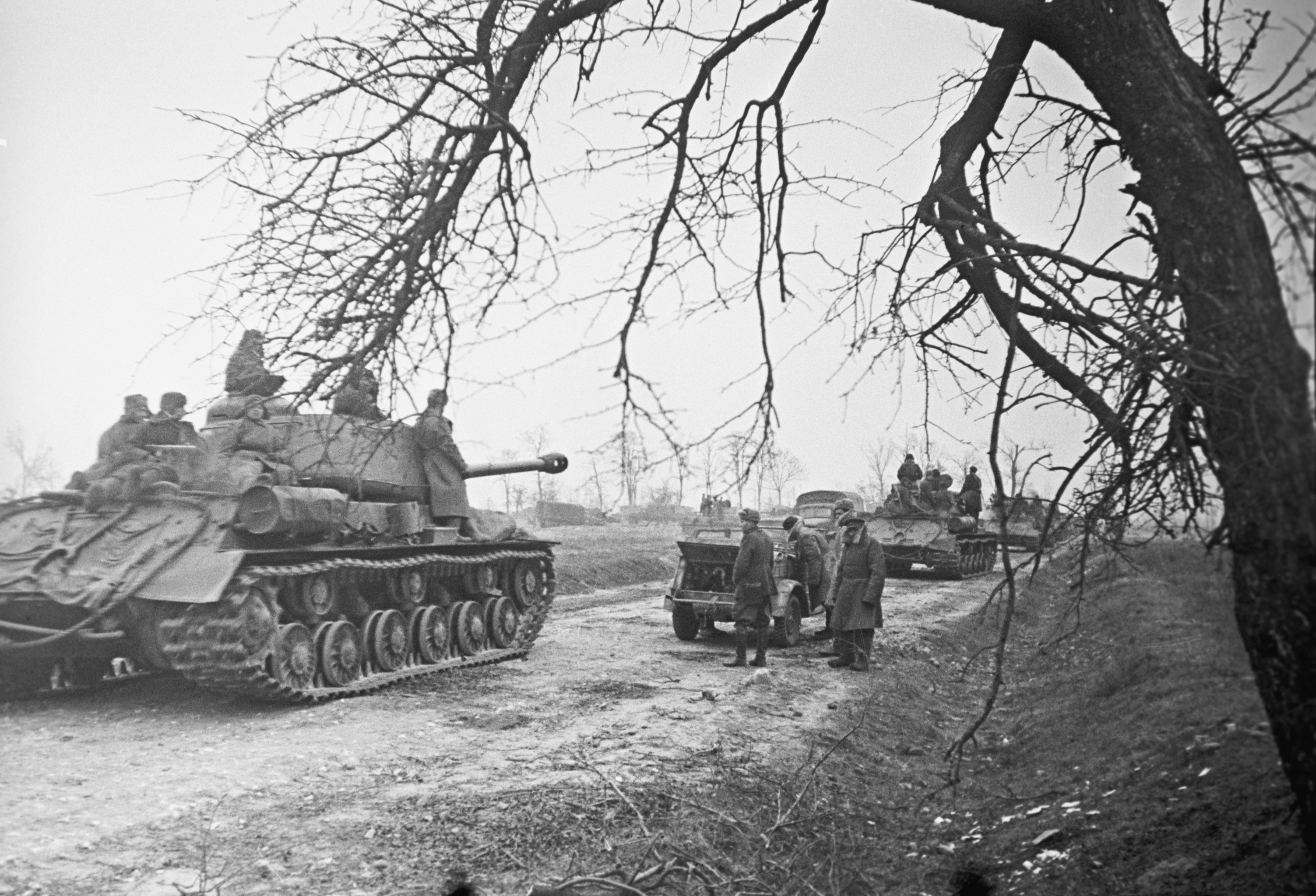
„Tanky vstoupily do průlomu na předmostí přes řeku Vislu.“ 1. běloruský front. Druhá světová válka (východní fronta) 1941-1945. Polsko, 1. března 1944.